# Capo di Stato irlandese dal 1936 al 1949
Durante il periodo dal dicembre 1936 all'aprile 1949, alcuni storici concordano sul fatto che non sia chiaro se lo stato irlandese fosse una repubblica oppure una forma di monarchia costituzionale e, dal 1937, se il suo capo di stato fosse il Presidente dell'Irlanda oppure Giorgio VI del Regno Unito. Lo status costituzionale preciso dello Stato durante questo periodo è stata materia di disputa tra gli studiosi e terreno di discussione politica. L'Oireachtas, il Parlamento irlandese, rimosse tutti i riferimenti alla monarchia dalla Costituzione del 1937, ma la repubblica non fu dichiarata esplicitamente fino al 1949.

## Scenario
Lo Stato conosciuto oggi come Irlanda è lo stato successore dello Stato Libero d'Irlanda, che fu istituito nel 1922 come dominion dell'Impero Britannico. Lo Stato Libero era governato, almeno fino al 1936, con una forma di monarchia costituzionale. Nella Costituzione dello Stato Libero, il Re aveva determinati compiti nominali, incluso l'esercizio dell'autorità esecutiva dello Stato, la nomina del governo e la promulgazione delle leggi. Tuttavia, tutti questi compiti erano delegati al Governatore Generale dello Stato Libero d'Irlanda, e nel 1927 il titolo del Re in Gran Bretagna e Irlanda del Nord fu modificato con il Royal and Parliamentary Titles Act 1927 approvato dal Parlamento di Westminster in "Giorgio V, per Grazia di Dio, di Gran Bretagna, Irlanda e dei Domini Britannici oltre i Mari Re, Difensore della Fede, Imperatore d'India" (in inglese: George V, by the Grace of God, of Great Britain, Ireland and the British Dominions beyond the Seas King, Defender of the Faith, Emperor of India). Nel 1936, la Costituzione dello Stato Libero fu modificata per rimuovere tutti i riferimenti al Re ed abolire la carica di Governatore Generale. Il giorno seguente, una legge separata permise al Re di siglare trattati internazionali e di accreditare rappresentanti diplomatici, ove autorizzato dal governo irlandese.
Nel 1937 fu adottata una nuova costituzione, che istituiva l'attuale stato irlandese chiamato semplicemente Irlanda, e riducendo il ruolo del monarca, trasferendo molte delle funzioni esercitate dal Re fino al 1936 alla nuova posizione del Presidente dell'Irlanda, che avrebbe dovuto "avere precedenza su tutte le altre persone dello Stato". Tuttavia, la Costituzione del 1937 non dichiarò esplicitamente lo Stato come repubblica, né affermò che il Presidente era il Capo di stato, e permise invece al Re di avere un ruolo negli affari internazionali dello Stato. La situazione ambigua dell'Irlanda ebbe fine nel 1949, quando il Republic of Ireland Act eliminò anche gli ultimi residui del ruolo del sovrano negli affari esteri e dichiarò lo Stato una repubblica.
La posizione del Capo dello Stato irlandese dal 1936 al 1949 fu puramente simbolica ed ebbe poco significato dal punto di vista pratico; entrambi i ruoli del Re e del Presidente dell'Irlanda erano infatti cerimoniali, esercitabili solamente su "consiglio" del Governo. Tuttavia, un'implicazione pratica della dichiarazione esplicita della repubblica nel 1949 fu che lo Stato venne automaticamente espulso dall'allora Commonwealth britannico, in accordo con le regole in vigore all'epoca.

## Cambiamenti costituzionali e legali del 1936
Fondato nel 1922, lo Stato Libero d'Irlanda era guidato dal monarca, ma gran parte delle sue funzioni erano svolte in sua vece dal Governatore Generale. Un emendamento alla Costituzione del 1936 modificò questa situazione. L'emendamento nº 27 abolì la carica di Governatore Generale e trasferì molte delle funzioni reali ad altri organi di governo. Pertanto, ad esempio, il potere esecutivo fu trasferito direttamente al Consiglio Esecutivo, il diritto di nominare il Presidente del Consiglio Esecutivo (capo del governo) fu assegnato al Dáil Éireann (la camera bassa del Parlamento) e il potere di promulgare le leggi fu trasferito al Ceann Comhairle (presidente) del Dáil. Tuttavia, il cambiamento costituzionale prevedeva, senza menzionare specificamente il sovrano, che lo Stato fosse da lui rappresentato negli affari esteri con le altre nazioni ed i loro rappresentanti:
Le nazioni di cui all'Articolo 1 erano gli altri membri dell'allora Commonwealth britannico (Australia, Canada, Nuova Zelanda, Sudafrica e Regno Unito), che all'epoca condividevano tutti la stessa persona come sovrano. L'External Relations Act, adottato poco dopo l'emendamento costituzionale, diede vita a questa clausola affermando che:

## La Costituzione del 1937
La Costituzione d'Irlanda, adottata nel 1937, colmò la lacuna lasciata dall'abolizione della carica di Governatore Generale creando la carica del Presidente eletto direttamente. Il Presidente dell'Irlanda fu da lì in avanti responsabile per le funzioni cerimoniali della dissoluzione del Parlamento, della nomina del governo e della promulgazione delle leggi. Diversamente da molti capi di stato nei sistemi parlamentari, il Presidente non era il capo nominale dell'esecutivo, ma il ruolo dell'esercizio dell'autorità esecutiva era rivestito dal governo, e in pratica dal Taoiseach. La Costituzione, inoltre, come quella del 1922 che la precedette, conteneva molti provvedimenti tipici di quelli che si trovano nelle costituzioni repubblicane, in quanto affermava, ad esempio, che la sovranità risiedeva nel popolo e proibiva il conferimento di titoli nobiliari.
Ciononostante, il governo di Éamon de Valera, nonostante il suo obiettivo di rendere lo Stato una repubblica, scelse coscientemente di non dichiarare la repubblica e decise di chiamare lo Stato semplicemente Éire (o Irlanda), piuttosto che "Repubblica d'Irlanda" o "Repubblica irlandese". Pertanto, la nuova costituzione non dichiarò esplicitamente che il Presidente sarebbe stato il Capo di stato, ma affermò semplicemente che egli avrebbe "avuto la precedenza su ogni altra persona dello Stato", e il documento non menzionò mai la parola repubblica. Degno di nota è il fatto che l'Articolo 29 della nuova Costituzione rispecchiava l'Articolo 51 della precedente, permettendo al Re di esercitare le relazioni esterne per conto dello Stato irlandese. L'Articolo 29.4.2 affermava che:
Questo articolo significava che l'External Relations Act continuava ad essere in vigore finché il Parlamento non avesse deciso altrimenti, pertanto il sovrano continuava a rappresentare lo Stato all'estero quando gli veniva richiesto di farlo.

## Dibattito
Dal 1936 al 1949, ad ogni modo, il ruolo del Re nello Stato irlandese fu invisibile a quasi tutta la popolazione. Il sovrano non visitò mai lo Stato durante quel periodo e, a causa dell'abolizione della carica del Governatore Generale, non aveva rappresentanti ufficiali nel Paese. Il Presidente, d'altra parte, ricopriva un ruolo chiave nelle cerimonie pubbliche importanti.
Quando gli venne chiesto di spiegare lo status della nazione nel 1945, de Valera insistette sul fatto che fosse una repubblica. Affermò con il Dáil che:
Riferendosi all'External Relations Act insistette sul fatto che:
Nonostante la visione di de Valera, molti studiosi politici considerano il rappresentare una nazione all'estero come la definizione chiave di un Capo di Stato. Questa teoria fu condivisa dal Taoiseach John A. Costello in un dibattito al Seanad Éireann (Il Senato irlandese) nel dicembre 1948, quando sostenne che il Republic of Ireland Bill che stava presentando avrebbe reso il Presidente dell'Irlanda il Capo di Stato irlandese. Nonostante questo conflitto, il partito di de Valera, come partito principale di opposizione al Dáil dell'epoca, decise di non opporsi alla legge di Costello.

## Republic of Ireland Act
Il Republic of Ireland Act del 1948, che entrò in vigore il 18 aprile 1949, il 33º anniversario dell'inizio della Rivolta di Pasqua, è degno di nota in quanto riformò la forma dello Stato in una repubblica senza effettuare cambiamenti alla costituzione, i cui articoli ambigui rimasero inalterati. Il Republic of Ireland Act conteneva tre principali provvedimenti: dichiarava che l'External Relations Act era abrogato, che lo Stato era una repubblica, e che le relazioni estere dello Stato sarebbero state esercitate da lì in avanti dal Presidente.
La legge ebbe anche l'effetto di concludere automaticamente l'appartenenza dell'Irlanda al Commonwealth. Il fatto che ora era chiaramente e senza ambiguità il Capo di Stato irlandese, fu celebrato dal Presidente Seán T. O'Kelly con visite alla Santa Sede e alla Francia. Fu anche programmata provvisoriamente una visita per incontrare Giorgio VI a Buckingham Palace, ma i problemi di agenda del Presidente impedirono l'incontro.

## Il titolo del Re nello stato irlandese
Il titolo del Re nello Stato Libero d'Irlanda (1922-1937) e in Irlanda (1937-1949) fu lo stesso degli altri regni del Commonwealth britannico, e cioè:
- 1922–1927: Per Grazia di Dio, del Regno Unito di Gran Bretagna e Irlanda e dei Domini Britannici d'Oltremare Re, Difensore della Fede, Imperatore d'India
- 1927–1948: Per Grazia di Dio, di Gran Bretagna, Irlanda e dei Domini Britannici d'Oltremare Re, Difensore della Fede, Imperatore d'India
- 1948–1949: Per Grazia di Dio, di Gran Bretagna, Irlanda e dei Domini Britannici d'Oltremare Re, Difensore della Fede

Il titolo del Re durante questo periodo non fu mai semplicemente "Re d'Irlanda". Tradizionalmente, almeno dal regno di Guglielmo II d'Inghilterra, e dopo l'Unione con l'Irlanda, il titolo del monarca come re aveva incluso "per grazia di Dio". Inizialmente, il titolo dei re inglesi in Irlanda era "Lord d'Irlanda". La modifica da "Lord" a "Re" d'Irlanda fu resa possibile con il Crown of Ireland Act 1542, approvato dal Parlamento irlandese, che lo descriveva come "unito e saldo alla corona imperiale del Regno d'Inghilterra". Poco dopo l'approvazione della legge, fu proclamato a Londra il nuovo titolo come: "Enrico VIII, per Grazia di Dio Re d'Inghilterra, Francia e Irlanda, Difensore della Fede e della Chiesa d'Inghilterra e anche in Irlanda il Capo Supremo", e questo fu confermato con una legge di ratifica approvata dal Parlamento d'Inghilterra nel 1544. Le parole iniziali della Costituzione irlandese del 1937 furono "Nel Nome della Santissima Trinità, dalla quale viene tutta l'autorità e alla quale, come nostro fine ultimo, tutte le azioni degli uomini e degli Stati devono essere riportate", e non vi era menzione di Re o monarchi.
Dopo che India e Pakistan divennero Dominions indipendenti il 15 agosto 1947, il titolo "Imperatore d'India" fu abbandonato ufficialmente il 22 giugno 1948, anche se Giorgio VI rimase sovrano d'India fino al 26 gennaio 1950, quando l'India divenne una repubblica all'interno del Commonwealth, la prima nazione del Commonwealth a seguire questa strada.
Fuori dallo Stato irlandese, "Gran Bretagna, Irlanda" non fu omesso ufficialmente nel titolo reale fino al 1953. Allora, ogni Reame del Commonwealth adottò un titolo univoco per il sovrano. Non fu fatto alcun riferimento all'Irlanda nel titolo all'interno del Regno unito e nei suoi territori dipendenti: il titolo fu modificato da "[Regina] di Gran Bretagna, Irlanda e dei Dominions Britannici d'Oltremare..." a "[Regina] del Regno Unito di Gran Bretagna e Irlanda del Nord e dei Suoi altri Reami e Territori...".